# 矢護川
矢護川（やごがわ）は、熊本県大津町を流れる一級河川。一級水系菊池川の支流である。

## 地理
矢護山に発し、大津町北部を西流。菊池市旭志で峠川と合流する。

## 矢護川水源
矢護山山頂付近にある。ここから湧き出た水が矢護川を流れる。熊本名水百選に選ばれている。

## 流域の自治体
- 大津町
- 菊池市旭志